# Роні Янссон
Роні Йєне Алексі Янссон (фін. Rony Jene Aleksi Jansson, нар. 10 січня 2004, Еспоо, Фінляндія) — фінський футболіст, центральний захисник шведського клубу «Кальмар».

## Ігрова кар'єра

### Клубна
Роні Янссон є вихованцем столичного клубу ГІК. Але в основі клубу футболіст не провів жодного матчу, виступаючи лише за дублюючий склад. 
Влітку 2022 року Янссон підписав контракт з шведським клубом «Кальмар», де також перший час грав в молодіжних командах. Як розповів сам футболіст, перед від'їздом до Швеції він відхилив пропозицію італійського клубу «Дженоа».
Перд початком сезону 2023 року Янссон був переведений до основного складу команди. Дебютну гру в чемпіонаті Швеції захисник провів 3 липня  у виїздному поєдинку проти «М'єльбю». Через місяць - 3 серпня Янссон зіграв свою першу в єврокубках, вийшовши на заміну у матчі Ліги конференцій проти вірменського «Пюніка».
У вересні 2023 року Янссон підписавз клубом новий контракт на чотири роки.

### Збірна
У серпні 2023 року Роні Янссон отримав перший виклик до молодіжної збірної Фінляндії.